# Rivière Windigo Ouest
Rivière Windigo Ouest är ett vattendrag i Kanada.   Det ligger i provinsen Québec, i den sydöstra delen av landet, 300 km nordost om huvudstaden Ottawa. Rivière Windigo Ouest ligger vid sjön Lac Bisson.
I omgivningarna runt Rivière Windigo Ouest växer i huvudsak blandskog. Trakten runt Rivière Windigo Ouest är nära nog obefolkad, med mindre än två invånare per kvadratkilometer.